# Pavel Brycz
Pavel Brycz (ur. 28 lipca 1968 w Roudnicy nad Labem) – czeski pisarz, autor scenariuszy, bajek dla dzieci i piosenek (pisał teksty dla czeskiego zespołu Zdarr – najbardziej znany utwór to Jen nechci tě mít rád, powtórzony w noweli Sloni mlčí). Dla Telewizji Czeskiej pisał wieczorynki, w Czeskim Radiu prowadził program dla dzieci. Pracował również w agencji reklamowej, gdzie był scriptwriterem. 

## Twórczość
- Hlava Upanišády (1993)
- Láska na konci světa (1997)
- Jsem Město (1998, Nagroda Jiřího Ortena 1999)
- Miloval jsem Teklu a jiné povídky (2000)
- Sloni mlčí (2002)
- Patriarchátu dávno zašlá sláva (Państwowa Nagroda w Dziedzinie Literatury, 2003) – polskie wydanie: Patriarchatu dawno miniona chwała : przekł. Anna Car : Wrocław : Oficyna Wydawnicza Atut - Wrocławskie Wydawnictwo Oświatowe, 2008 : ISBN 978-83-7432-300-0
- Malá domů (2006)
- Kouzelný svět Gabriely (2006) (nominacja do nagrody Magnesia Litera w kategorii literatura dla dzieci i młodzieży)
- Mé ztracené město (2008)
- Dětský zvěřinec (2008)
- Svatý démon (2008)